# انحراف حاد
انحراف حاد رواية للروائي المصري أشرف الخمايسي. صدرت الرواية لأوّل مرة عام 2014 عن الدار المصرية اللبنانية في القاهرة. ودخلت في القائمة الطويلة للجائزة العالمية للرواية العربية لعام 2015، المعروفة باسم «جائزة بوكر العربية».

## حول الرواية
يروي الكاتب المصري «أشرف الخمايسي» في هذه الرواية حكاية حول سيارة ميكروباص تندفع باتجاه الموت، بأقصى سرعتها على طريق سريع، وركابها لا يعرفون السبب الذي دفعهم إلى ركوبها، لكن واحدا فقط، من بينهم، كان يعرف، هو مدع نبوة اسمه «صنع الله»، صاحب السيارة، حيث يدعو الركاب إلى أنهم يجب ألا يستسلموا للموت، وأنهم خالدون. فمن سيقتنع بدعوة «صنع الله»؟.